# Sabine Lisicki
Sabine Katharina Lisicki [lɪˈzɪki] (* 22. September 1989 in Troisdorf) ist eine deutsche Tennisspielerin. 2013 stand sie in Wimbledon als erste Deutsche seit Steffi Graf 1999 im Einzelfinale eines Grand-Slam-Turniers.

## Leben

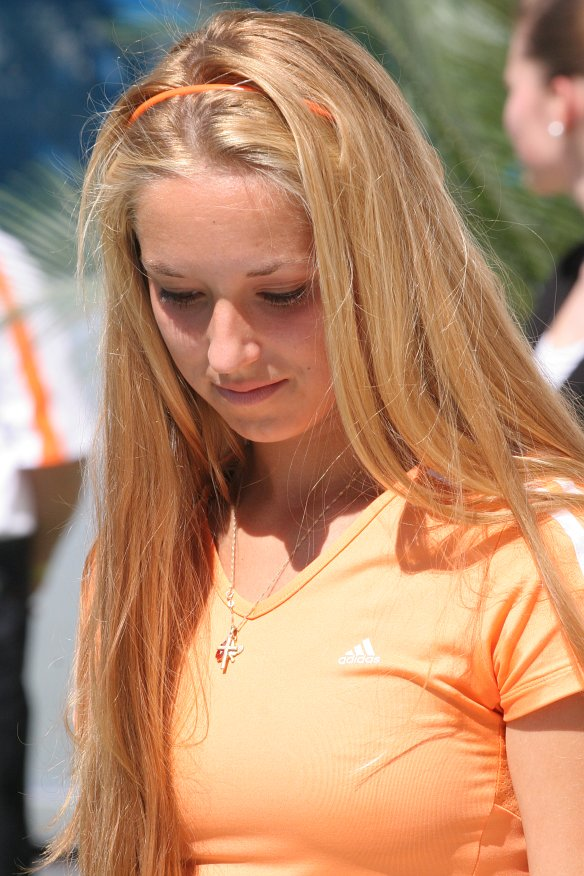
Sabine Lisicki 2007 in Berlin

Lisicki, deren Eltern 1979 als Aussiedler aus Polen kamen, begann im Alter von sieben Jahren Tennis zu spielen. Trainiert wurde sie zunächst von ihrem Vater Richard, einem promovierten Sportwissenschaftler, der als Tennistrainer in Eckenhagen arbeitete. Dort besuchte sie auch die Grundschule, danach eineinhalb Jahre das Wüllenweber-Gymnasium Bergneustadt. Mit 10 Jahren spielte sie für Rot-Weiß Troisdorf. 2003 zog sie mit ihren Eltern nach Berlin, wo sie sich dem LTTC Rot-Weiß Berlin anschloss. 2004 besiegte sie beim WTA-Turnier in Berlin unter anderem Cara Black – damals immerhin die Nummer 2 der Doppelweltrangliste und sie sammelte erste Erfahrungen auf dem ITF Women’s Circuit. Im Jahr darauf musste sie nach einem Ermüdungsbruch im Fuß geraume Zeit pausieren. 2007 gewann sie auf Jersey und in Toronto ihre ersten ITF-Titel. Zugunsten ihrer Karriere verließ sie das Gymnasium nach der Mittleren Reife.
Lisicki hat einen Wohnsitz in Berlin und einen in Bradenton, Florida. Um an der Tennis Academy von Nick Bollettieri trainieren zu können, hielt sie sich 2013 öfter in den Vereinigten Staaten auf als in Deutschland. Sie spricht neben Deutsch und Polnisch fließend Englisch.
Von Anfang 2012 bis Mitte 2013 war Lisicki mit dem Schwimmer Benjamin Starke liiert,
von Ende 2013 bis März 2016 mit dem Entertainer Oliver Pocher. Am 9. September 2024 gab Lisicki bekannt, dass sie Mutter einer Tochter geworden ist.

## Karriere

### 2008
Anfang 2008 konnte sich Lisicki endgültig auf der WTA Tour etablieren, als sie die Qualifikation bei den Australian Open überstand. In der ersten Runde bezwang sie die an 16 gesetzte Dinara Safina mit 7:6, 4:6 und 6:2, in Runde zwei die Ukrainerin Marija Korytzewa. In der dritten Runde traf sie auf die damals 17-jährige Caroline Wozniacki, der sie sich trotz einer 6:4, 4:2-Führung noch geschlagen geben musste. Im Februar 2008 berief sie Teamchefin Barbara Rittner ins deutsche Fed-Cup-Team. Bei ihrem Debüt in La Jolla holte sie in der Erstrundenbegegnung gegen die USA (1:4-Niederlage) den einzigen Punkt für das deutsche Team. Lisicki besiegte die frühere Weltranglistenerste Lindsay Davenport mit 6:1, 7:5, ehe sie im zweiten Einzel Ashley Harkleroad nur knapp unterlag. Auf dem Weg ins Achtelfinale von Key Biscayne schlug sie mit Anna Tschakwetadse erstmals eine Spielerin aus den Top 10. Im Auftaktmatch ihres „Heimturniers“ in Berlin gewann sie gegen die Nummer 18 der Welt, Shahar Peer, glatt in zwei Sätzen. Trotz ihres Ausscheidens nach einem engen Match gegen Sybille Bammer in Runde zwei löste sie mit Platz 89 der Weltrangliste am 12. Mai 2008 Martina Müller als beste deutsche Tennisspielerin ab. Bei den French Open kam sie mit einem Zweisatzerfolg über Jelena Wesnina in die zweite Runde, wo sie der an Position 12 gesetzten Ágnes Szávay unterlag. Nach fünf Erstrundenniederlagen in Folge erreichte sie in Cincinnati das Viertelfinale, das sie gegen die an 3 gesetzte Maria Kirilenko in drei Sätzen verlor. Bei den US Open kam sie mit einem Sieg über María José Martínez Sánchez in die zweite Runde, in der sie Aljona Bondarenko in drei Sätzen unterlag. Im Oktober stand Lisicki bei den Taschkent Open erstmals im Finale eines WTA-Turniers, das sie gegen Sorana Cîrstea knapp mit 6:2, 4:6 und 6:74 verlor.

### 2009
Im Januar trat sie beim Hopman Cup in Perth an der Seite von Nicolas Kiefer für Deutschland an. Das Aus kam allerdings bereits in der Vorrunde, da Kiefer verletzungsbedingt aufgeben musste. Im April gewann Lisicki ihr erstes WTA-Turnier. Beim Family Circle Cup in Charleston triumphierte sie im Endspiel mit 6:2, 6:4 über Caroline Wozniacki. Im gesamten Turnier gab sie keinen einzigen Satz ab, auch nicht gegen die ehemalige Weltranglistenerste Venus Williams. Bei der Fed-Cup-Partie Ende April gegen China siegte sie sowohl im Einzel (gegen Zheng Jie mit 6:4, 2:6, 6:4) als auch im Doppel mit Anna-Lena Grönefeld (gegen Zheng Jie und Peng Shuai mit 4:6, 7:5, 6:2). Das Team schaffte mit einem 3:2-Sieg den Aufstieg in die Weltgruppe I. Beim Porsche Tennis Grand Prix in Stuttgart bezwang Lisicki zu Beginn Patty Schnyder mit 6:4, 6:3, verlor dann aber gegen die an 3 gesetzte Jelena Janković mit 5:7, 7:5 und 3:6. Das Drittrundenspiel der Estoril Open gegen Anna-Lena Grönefeld musste Lisicki beim Stande von 2:6 verletzt aufgeben. Zuvor hatte sie gegen Kirsten Flipkens mit 6:2, 6:2 und gegen Jelena Bowina mit 6:4, 7:5 gewonnen.
Bei den French Open schied sie bereits in Runde eins mit 2:6, 6:1, 1:6 gegen Lucie Šafářová aus. Bei den AEGON International in Eastbourne auf Rasen verlor sie beide Erstrundenbegegnungen, im Einzel gegen Samantha Stosur mit 2:6, 1:6 und im Doppel zusammen mit Ana Ivanović gegen die Ranglistenersten Cara Black und Liezel Huber. In Wimbledon schlug sie zu Beginn die an 32 gesetzte Anna Tschakwetadse mit 4:6, 7:64, 6:2. In der zweiten und dritten Runde konnte sie die Österreicherin Patricia Mayr (6:2, 6:4) und die an 5 gesetzte Swetlana Kusnezowa (6:2, 7:5) bezwingen. Im Achtelfinale schlug sie erneut Wozniacki (6:4, 6:4), ehe sie der Weltranglistenersten Dinara Safina mit 7:65, 4:6 und 1:6 unterlag. Die Hartplatzturniere in den USA und in Asien verliefen wegen zahlreicher Verletzungen, vor allem im Schulterbereich, enttäuschend. Auch die US Open waren für sie nach der zweiten Runde zu Ende. In Luxemburg stieß Lisicki ins Finale vor, das sie gegen die Schweizerin Timea Bacsinszky mit 2:6, 5:7 verlor. Beim Commonwealth Bank Tournament of Champions kam sie am Jahresende mit einem Sieg und einer Niederlage nicht über die Gruppenphase hinaus. Sabine Lisicki wurde 2009 vom Deutschen Tennis Bund mit dem „Deutschen Tennispreis“ in der Kategorie „Profi weiblich“ für herausragende Leistungen und Erfolge in der zurückliegenden Saison ausgezeichnet.

### 2010
Wegen einer hartnäckigen Sprunggelenksverletzung am linken Fuß (Lisicki musste in Indian Wells und Miami aufgeben) war sie zwischen Ende März und Anfang August nicht am Start. Nach viereinhalb Monaten Pause verlor sie ihr Auftaktmatch in Cincinnati gegen die rumänische Qualifikantin Monica Niculescu ebenso glatt in zwei Sätzen wie ihr Erstrundenmatch gegen Kristina Barrois bei den Bronx Open, einem ITF-Turnier. Nach einem glatten Zweisatzsieg über die US-Amerikanerin Coco Vandeweghe schied sie bei den US Open in Runde zwei gegen die an Position 7 gesetzte Wera Swonarjowa aus.

### 2011
Beim ASB Classic in Auckland erreichte Lisicki nach Siegen über Sania Mirza (Qualifikation) und Florencia Molinero die zweite Runde, wo sie Yanina Wickmayer in drei Sätzen unterlag. Bei den Sony Ericsson Open in Miami war in der dritten Runde Schluss. Bei den French Open unterlag sie in der zweiten Runde erneut Swonarjowa in drei Sätzen, wobei sie im dritten Satz beim Stand von 5:2 einen Matchball vergab. Sie verausgabte sich bei diesem Match bis zur Erschöpfung, so dass sie nach dem Spiel am Boden liegend von Helfern auf einer Trage vom Platz gebracht werden musste (als Ursache wurde eine Glutenallergie angegeben). Beim Vorbereitungsturnier auf Wimbledon in Birmingham stieß Lisicki mit einem umkämpften Zweisatzsieg über Magdaléna Rybáriková bis ins Halbfinale vor, wo sie auch Peng Shuai bezwang (6:3, 6:1). Im Endspiel konnte sie Daniela Hantuchová ebenso klar (6:3, 6:2) besiegen und damit ihren zweiten Erfolg auf der WTA Tour feiern.
In Wimbledon beförderte Lisicki nach einem 6:1, 6:1-Auftaktsieg über Anastasija Sevastova aus Lettland die Weltranglistenvierte Li Na, die zuvor als erste Asiatin in Paris triumphiert hatte, in der zweiten Runde mit 3:6, 6:4, 8:6 aus dem Turnier. Mit einem mühelosen Sieg über Misaki Doi und einem weiteren Zweisatzsieg über Petra Cetkovská (7:63, 6:1) erreichte sie das Viertelfinale. Dort schlug sie Marion Bartoli mit 6:4, 6:74 und 6:1 und zog erstmals in ihrer Karriere und als erste Deutsche seit Steffi Graf (1999) ins Halbfinale eines Grand-Slam-Turniers ein. Nach Zheng Jie (2008) war Lisicki erst die zweite Spielerin, die mit einer Wildcard in Wimbledon das Halbfinale erreichte. Dort behielt die Nummer 5 der Setzliste, Marija Scharapowa, allerdings mit 6:4, 6:3 die Oberhand. Im Doppel-Halbfinale konnte sich Lisicki dagegen mit ihrer Partnerin Samantha Stosur gegen Tamarine Tanasugarn und Marina Eraković mit 6:3, 4:6, 8:6 durchsetzen und erstmals für das Endspiel eines Grand-Slam-Turniers qualifizieren. Dort unterlag das Duo Květa Peschke und Katarina Srebotnik mit 3:6, 1:6.
Zum Auftakt der Hartplatzsaison erreichte sie beim WTA-Turnier in Stanford das Halbfinale, verlor dort aber klar gegen die spätere Siegerin Serena Williams. In der darauf folgenden Woche kam sie in San Diego ins Viertelfinale, wo sie sich der Weltranglistendritten Swonarjowa erneut in drei Sätzen geschlagen geben musste. Beim WTA-Turnier in Cincinnati verlor sie ihr Auftaktmatch gegen Shahar Peer mit 4:6 und 6:7, nachdem sie sich im zweiten Satz nach einem 0:5-Rückstand bis auf 5:6 herangekämpft hatte. Beim WTA-Turnier in Dallas, bei dem sie an Nummer 5 gesetzt war, unterstrich sie ihre Form, als sie ohne Satzverlust bis ins Finale stürmte und mit einem 6:2, 6:1-Sieg über Aravane Rezaï ihren dritten Einzeltitel auf der Tour sicherte. Bei den US Open kam Lisicki bis ins Achtelfinale, unterlag dort aber in zwei Sätzen erneut Wera Swonarjowa.

### 2012
Beim Turnier in Auckland musste sie ihr Viertelfinalmatch gegen Angelique Kerber aufgeben. Bei den Australian Open unterlag sie im Achtelfinale Maria Scharapowa mit 6:3, 2:6, 3:6. Bei der Fed-Cup-Begegnung gegen Tschechien verlor sie überraschend beide Einzel (Dreisatzniederlagen gegen Iveta Benešová und Petra Kvitová). In Doha unterlag sie bereits zum Auftakt Angelique Kerber mit 6:4, 4:6, 1:6. Beim WTA-Turnier in Dubai erreichte Lisicki (nach einem Freilos in Runde eins) mit einem Sieg über Iveta Benešová (6:3, 6:3) das Viertelfinale, wo sie gegen Agnieszka Radwańska jedoch chancenlos war. Bei den French Open kam das Aus bereits in Runde eins. Nach mehreren Niederlagen in den Auftaktrunden konnte Lisicki in Wimbledon erstmals wieder die erste Runde überstehen. Sie zog ins Achtelfinale ein, wo sie in zwei Sätzen die topgesetzte Weltranglistenerste Scharapowa klar besiegte. Im Viertelfinale verlor sie gegen Kerber. Bei den Olympischen Spielen in London trat Lisicki im Einzel und zusammen mit Kerber im Doppel an. Im Einzel schied sie im Achtelfinale knapp in drei Sätzen gegen Scharapowa aus. Im Doppel gewannen Lisicki und Kerber ihr Auftaktspiel, blieben im Achtelfinale gegen die späteren Goldmedaillengewinnerinnen Serena und Venus Williams chancenlos. Im Mixed trat sie mit Christopher Kas an, mit dem sie bis dahin noch kein Match bestritten hatte. Nach zwei Siegen unterlagen sie im Halbfinale Laura Robson und Andy Murray in drei Sätzen. Im Spiel um Bronze mussten sie sich anschließend ebenfalls geschlagen geben, gegen die US-Amerikaner Lisa Raymond und Mike Bryan verloren sie mit 3:6, 6:4, [4:10].

### 2013

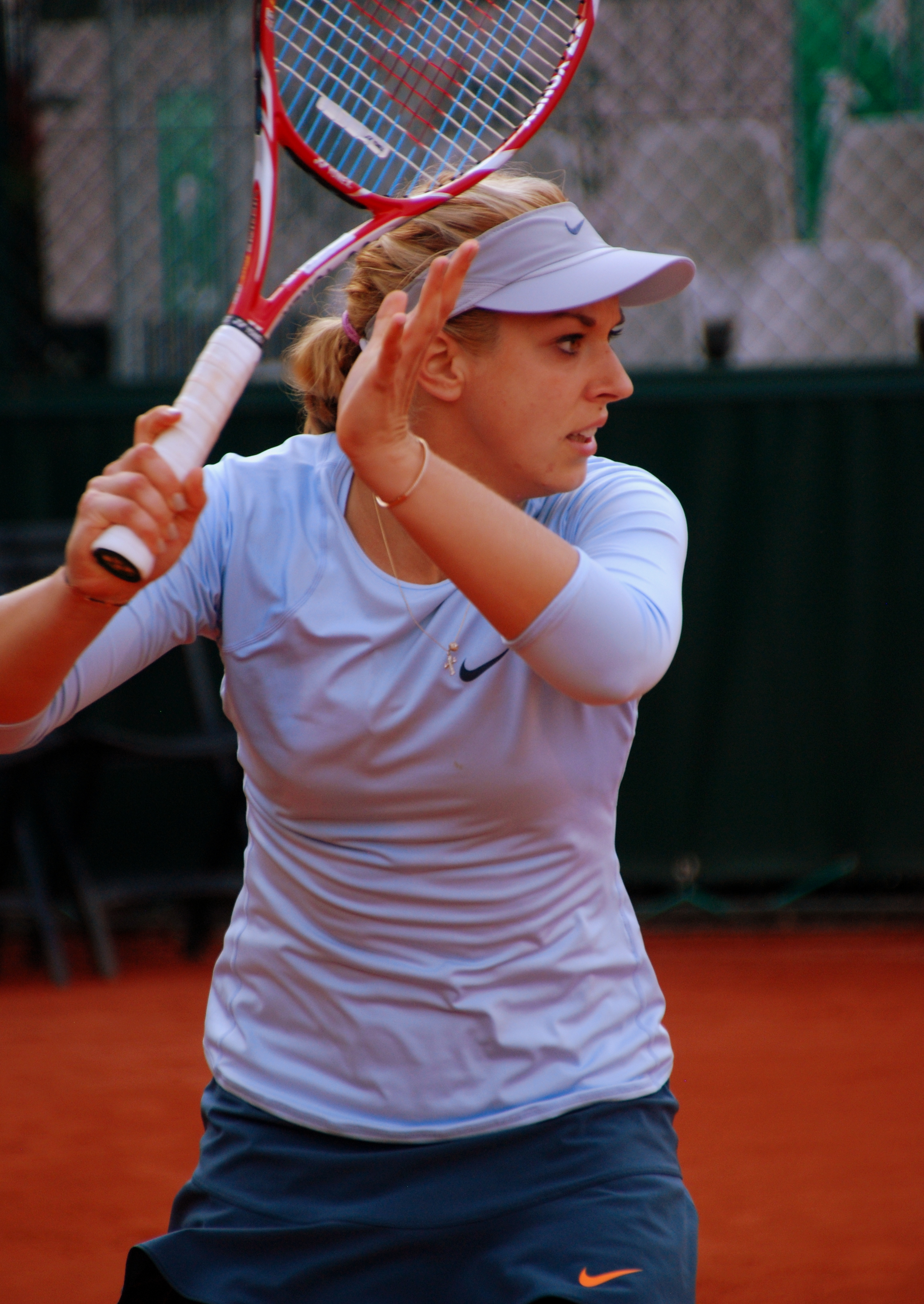
2013 bei den French Open

Zu Beginn des Jahres traf Lisicki beim Turnier in Brisbane in Runde zwei auf die Weltranglistenerste Wiktoryja Asaranka, gegen die sie 3:6, 3:6 verlor. Bei den Australian Open musste sie gegen die an Nummer 10 gesetzte Caroline Wozniacki antreten. Im gesamten Match machte sie 57 vermeidbare Fehler und musste trotz einer 3:0-Führung im dritten Satz am Ende eine Niederlage (6:2, 3:6, 3:6) hinnehmen – es war ihr frühestes Ausscheiden in Melbourne.
Am 21. Januar gab Lisicki auf ihrer Homepage Ricardo Sánchez als neuen Trainer bekannt.
Beim WTA-Turnier in Pattaya stand sie nach Siegen über Tatjana Maria, Alexandra Panowa, Marina Eraković und Nina Brattschikowa erstmals seit April 2011 wieder in einem Finale. Bis dahin musste sie im gesamten Turnier nur einen Satz abgeben (in der Viertelfinalpartie gegen Eraković). Das Finale verlor sie gegen Marija Kirilenko knapp mit 7:5, 1:6 und 6:71. In der Rangliste verbesserte sie sich um zwölf Plätze auf Position 40. Eine Woche später gewann sie ihr Einzel im Fed Cup gegen Pauline Parmentier mit 7:5, 7:5 und sorgte so für das 2:0 gegen Frankreich. In der Bundesligasaison 2013 trat sie für den TC Rüppurr an. Nach nur drei Monaten mit Ricardo Sánchez wechselte sie im April zu Trainer Robert Orlik. Ende Mai erfolgte ein weiterer Wechsel; aber auch vom Belgier Wim Fissette trennte sie sich bereits im September wieder.
Bei ihrer fünften Wimbledonteilnahme zog Lisicki zum vierten Mal ins Viertelfinale ein. Im Achtelfinale gegen die Weltranglistenerste Serena Williams (6:2, 1:6, 6:4) verlor sie zwar neun Spiele in Folge, konnte aber dennoch das Match für sich entscheiden. Es war ihr vierter Sieg gegen eine aktuelle French-Open-Siegerin in Wimbledon und der zweite gegen eine Weltranglistenerste. Zuvor hatte sie bereits Francesca Schiavone, Jelena Wesnina und Samantha Stosur besiegt. Im Viertelfinale setzte sie sich gegen Kaia Kanepi glatt in zwei Sätzen durch und stand damit nach 2011 zum zweiten Mal im Halbfinale, in dem sie Agnieszka Radwańska mit 6:4, 2:6, 9:7 bezwang. Als erste Deutsche seit Steffi Graf 1999 im Dameneinzel-Finale von Wimbledon musste sie sich Marion Bartoli mit 1:6, 4:6 geschlagen geben. Bei den US Open scheiterte Lisicki in der dritten Runde gegen Jekaterina Makarowa mit 4:6 und 5:7.

### 2014
Das Jahr 2014 begann Lisicki in Brisbane mit einem Auftaktsieg gegen Magdaléna Rybáriková; zu ihrem Zweitrundenmatch konnte sie jedoch nicht antreten. Bei den Australian Open schied sie in der zweiten Runde in drei Sätzen gegen Monica Niculescu aus. Auch beim nächsten Turnier in Pattaya konnte sie das Zweitrundenmatch wegen Krankheit nicht bestreiten. In Dubai scheiterte sie bereits in Runde eins. Bei den BNP Paribas Open in Indian Wells schied sie nach einem Freilos in Runde zwei aus. In Miami konnte sie zu ihrer Achtelfinalpartie abermals nicht antreten, gewann aber an der Seite von Martina Hingis die Doppelkonkurrenz. In Charleston folgte das Aus im Achtelfinale gegen Andrea Petković, in Stuttgart scheiterte sie bereits in der ersten Runde. In Madrid gelangen ihr erstmals in diesem Jahr zwei Siege in Folge, ehe sie Simona Halep unterlag. Beim Sandplatzturnier in Rom kam sie nicht über die erste Runde hinaus und in Roland Garros musste sie in der zweiten Runde gegen Mona Barthel aufgeben. Eine deutliche Steigerung gelang ihr mit dem Viertelfinaleinzug in Wimbledon. Beim folgenden Turnier in Stanford verlor sie zwar ihr Auftaktmatch gegen Ana Ivanović, stellte mit 211 km/h aber einen neuen Aufschlag-Weltrekord auf. In Montréal unterlag sie im Achtelfinale. Im September konnte sie in Hongkong zum ersten Mal seit Wimbledon 2013 wieder ein Finale erreichen, in dem sie Karolína Plíšková besiegte.

### 2015 bis 2022
Am 18. Juni 2015 gelangen Lisicki beim Spiel gegen Belinda Bencic beim AEGON Classic Birmingham 27 Asse und damit ein neuer WTA-Rekord für die meisten Asse in einer Partie. Bei den US Open erreichte sie das Achtelfinale. Danach musste sie wegen Knieproblemen pausieren.

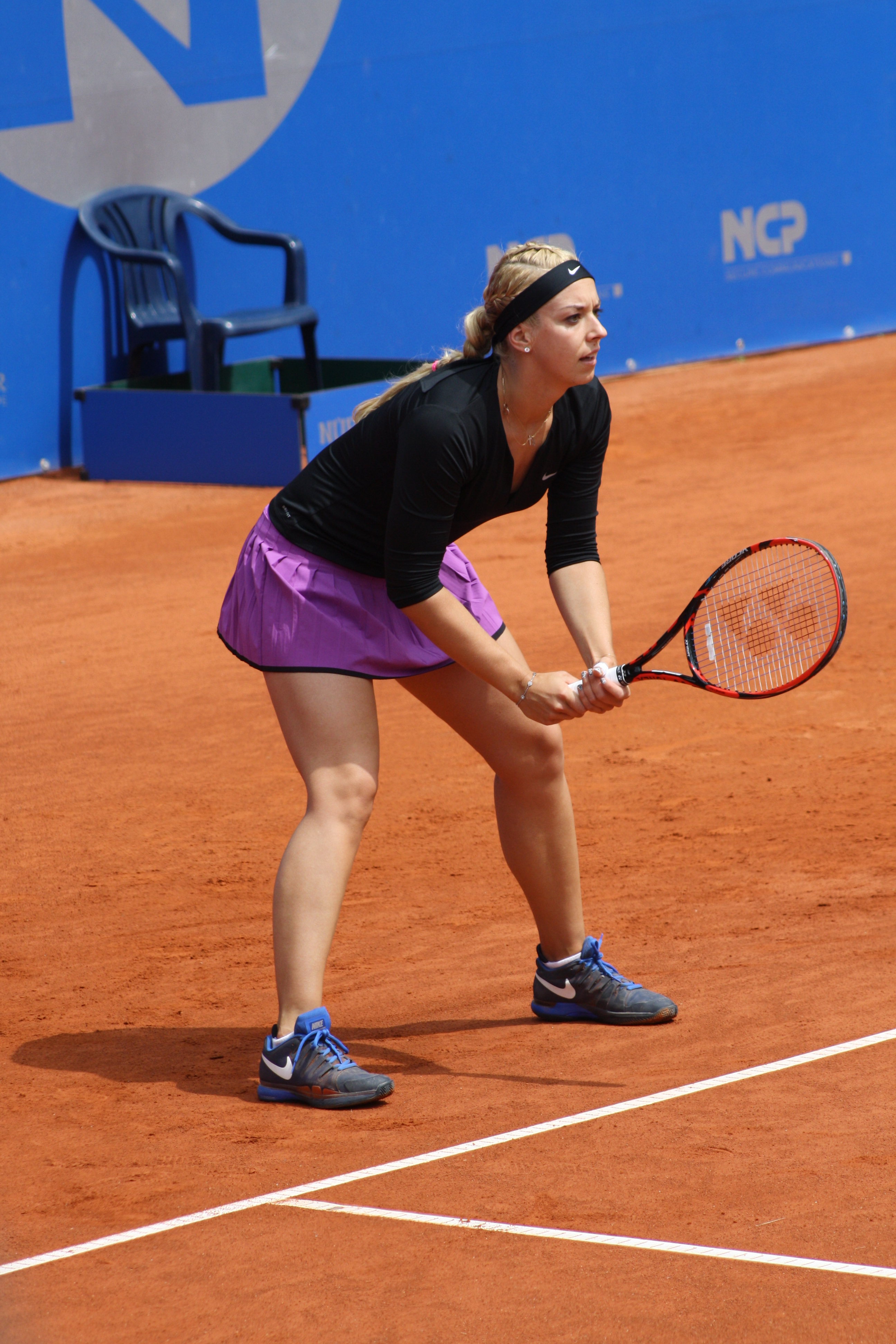
2016 beim Nürnberger Versicherungscup

 Sie trennte sich im Mai 2016 von ihrem Trainer Christopher Kas und nur drei Monate später von dessen Nachfolger Salvador Navarro.
2017 musste Lisicki wegen Verletzungen am Bein und an der Schulter mehrere Monate aussetzen. Ende Januar 2018 konnte sie nach einer Knieoperation zurückkehren, fiel jedoch bereits im März erneut wegen einer Fußverletzung aus.
Nach der Verletzungspause von rund drei Monaten scheiterte Lisicki Ende Juni in der Qualifikationsrunde des Wimbledonturniers.
Im November 2018 erreichte sie beim Challenger-Turnier in Taipeh erstmals seit 4 Jahren wieder ein Endspiel.
Ende Juli 2019 nahm Lisicki am WTA Challenger Karlsruhe teil und schied in der 1. Runde aus. Im September 2019 war sie am Pfeifferschen Drüsenfieber erkrankt. Im November 2020 erlitt sie einen Kreuzbandriss. Sie gab nach 1,5 Jahren Verletzungspause Anfang Mai 2022 ihr Comeback beim ITF-Turnier in Bonita Springs in der Qualifikation. Ihr erster Sieg nach ihrem Comeback im Hauptfeld eines WTA-Turniers gelang ihr im Juni 2022 gegen Tamara Korpatsch in Bad Homburg.

## Spielweise
Lisicki verfügt über einen der härtesten Aufschläge im Damentennis. Neben einer präzisen Vorhand verfügt sie auch über eine starke Rückhand, mit der sie den Ball auf bis zu 170 km/h beschleunigen kann. Sie bevorzugt das Spiel auf Rasen und auf Hartplatz. Sie hält den Weltrekord für den schnellsten Aufschlag im Damentennis. Beim Turnier in Stanford, in der Erstrundenpartie gegen Ana Ivanović, schlug Lisicki am 29. Juli 2014 mit 211 km/h auf. Zuvor hielt diesen Rekord Venus Williams mit 209 km/h, aufgestellt 2008 in Zürich. Bereits beim WTA-Saisonabschluss auf Bali am 6. November 2009, im Match gegen Melinda Czink, hatte Lisicki mit 210 km/h aufgeschlagen. Die Messung wurde allerdings nicht anerkannt, da sie nicht von SMT/ISD, dem offiziellen Vertragspartner der WTA, durchgeführt wurde.

## Erfolge

### Einzel

#### Turniersiege
| Nr. | Datum              | Turnier    | Kategorie         | Belag             | Finalgegnerin      | Ergebnis        |
| --- | ------------------ | ---------- | ----------------- | ----------------- | ------------------ | --------------- |
| 1.  | 14. Oktober 2007   | Jersey     | ITF $25.000       | Hartplatz (Halle) | Petra Martić       | 6:3, 6:4        |
| 2.  | 11. November 2007  | Toronto    | ITF $25.000       | Hartplatz (Halle) | Maria-Jose Argeri  | 6:4, 6:4        |
| 3.  | 19. April 2009     | Charleston | WTA Premier       | Sand              | Caroline Wozniacki | 6:2, 6:4        |
| 4.  | 13. Juni 2011      | Birmingham | WTA International | Rasen             | Daniela Hantuchová | 6:3, 6:2        |
| 5.  | 27. August 2011    | Dallas     | WTA International | Hartplatz         | Aravane Rezaï      | 6:2, 6:1        |
| 6.  | 14. September 2014 | Hongkong   | WTA International | Hartplatz         | Karolína Plíšková  | 7:5, 6:3        |
| 7.  | 12. November 2023  | Calgary    | ITF W60+H         | Hartplatz (Halle) | Stacey Fung        | 7:62, 6:75, 6:3 |

#### Finalteilnahmen
| Nr. | Datum            | Turnier   | Kategorie         | Belag             | Siegerin         | Ergebnis       |
| --- | ---------------- | --------- | ----------------- | ----------------- | ---------------- | -------------- |
| 1.  | 5. Oktober 2008  | Taschkent | WTA Tier IV       | Hartplatz         | Sorana Cîrstea   | 6:2, 4:6, 6:74 |
| 2.  | 25. Oktober 2009 | Luxemburg | WTA International | Hartplatz (Halle) | Timea Bacsinszky | 2:6, 5:7       |
| 3.  | 3. Februar 2013  | Pattaya   | WTA International | Hartplatz         | Marija Kirilenko | 7:5, 1:6, 6:71 |
| 4.  | 23. Februar 2013 | Memphis   | WTA International | Hartplatz (Halle) | Marina Eraković  | 1:6, Aufgabe   |
| 5.  | 6. Juli 2013     | Wimbledon | Grand Slam        | Rasen             | Marion Bartoli   | 1:6, 4:6       |

### Doppel

#### Turniersiege
| Nr. | Datum           | Turnier   | Kategorie             | Belag        | Partnerin       | Finalgegnerinnen                   | Ergebnis         |
| --- | --------------- | --------- | --------------------- | ------------ | --------------- | ---------------------------------- | ---------------- |
| 1   | 24. April 2011  | Stuttgart | WTA Premier           | Sand (Halle) | Samantha Stosur | Kristina Barrois Jasmin Wöhr       | 6:1, 7:65        |
| 2.  | 28. April 2013  | Stuttgart | WTA Premier           | Sand (Halle) | Mona Barthel    | Bethanie Mattek-Sands Sania Mirza  | 6:4, 7:5         |
| 3.  | 30. März 2014   | Miami     | WTA Premier Mandatory | Hartplatz    | Martina Hingis  | Jekaterina Makarowa Jelena Wesnina | 4:6, 6:4, [10:5] |
| 4.  | 10. Januar 2015 | Brisbane  | WTA Premier           | Hartplatz    | Martina Hingis  | Caroline Garcia Katarina Srebotnik | 6:2, 7:5         |

#### Finalteilnahmen
| Nr. | Datum        | Turnier   | Kategorie  | Belag | Partnerin       | Siegerinnen                      | Ergebnis |
| --- | ------------ | --------- | ---------- | ----- | --------------- | -------------------------------- | -------- |
| 1.  | 2. Juli 2011 | Wimbledon | Grand Slam | Rasen | Samantha Stosur | Květa Peschke Katarina Srebotnik | 3:6, 1:6 |

## Karrierestatistik und Turnierbilanz

### Einzel
Die letzte Aktualisierung erfolgte am Saisonende 2023.
| Turnier                      | 2004              | 2005              | 2006              | 2007              | 2008              | 2009              | 2010              | 2011              | 2012              | 2013              | 2014              | 2015              | 2016             | 2017              | 2018              | 2019              | 2020              | 2021              | 2022              | 2023              | T / T       | S/N         | Sieg%       |
| ---------------------------- | ----------------- | ----------------- | ----------------- | ----------------- | ----------------- | ----------------- | ----------------- | ----------------- | ----------------- | ----------------- | ----------------- | ----------------- | ---------------- | ----------------- | ----------------- | ----------------- | ----------------- | ----------------- | ----------------- | ----------------- | ----------- | ----------- | ----------- |
| Australian Open              | –                 | –                 | –                 | –                 | 3                 | 2                 | 2                 | Q2                | AF                | 1                 | 2                 | 1                 | 2                | –                 | –                 | Q1                | –                 | –                 | –                 | –                 | 0 / 8       | 9:8         | 53 %        |
| French Open                  | –                 | –                 | –                 | –                 | 2                 | 1                 | –                 | 2                 | 1                 | 3                 | 2                 | 3                 | 1                | –                 | –                 | –                 | –                 | –                 | –                 | –                 | 0 / 8       | 7:8         | 47 %        |
| Wimbledon                    | –                 | –                 | –                 | –                 | 1                 | VF                | –                 | HF                | VF                | F                 | VF                | 3                 | 3                | 1                 | Q1                | Q3                | n. a.             | –                 | –                 | –                 | 0 / 9       | 27:9        | 75 %        |
| US Open                      | –                 | –                 | –                 | –                 | 2                 | 2                 | 2                 | AF                | 1                 | 3                 | 3                 | AF                | 1                | 1                 | Q1                | –                 | –                 | –                 | –                 | –                 | 0 / 10      | 12:10       | 55 %        |
| Doha                         | andere Kategorie  | andere Kategorie  | andere Kategorie  | andere Kategorie  | 1                 | n. a. bzw. a. K.  | n. a. bzw. a. K.  | n. a. bzw. a. K.  | 1                 | –                 | –                 | a. K.             | 1                | a. K.             | Q1                | a. K.             | –                 | a. K.             | –                 | a. K.             | 0 / 3       | 0:3         | 0 %         |
| Dubai                        | andere Kategorie  | andere Kategorie  | andere Kategorie  | andere Kategorie  | andere Kategorie  | –                 | –                 | –                 | andere Kategorie  | andere Kategorie  | andere Kategorie  | 2                 | a. K.            | –                 | a. K.             | Q1                | a. K.             | –                 | a. K.             | –                 | 0 / 1       | 1:1         | 50 %        |
| Indian Wells                 | –                 | –                 | –                 | –                 | 1                 | 1                 | 2                 | Q1                | 2                 | –                 | 2                 | HF                | 2                | –                 | Q1                | –                 | n. a.             | –                 | –                 | –                 | 0 / 7       | 4:7         | 36 %        |
| Miami                        | –                 | –                 | Q1                | –                 | AF                | 2                 | 2                 | 3                 | AF                | 1                 | 3                 | VF                | 2                | –                 | Q1                | –                 | n. a.             | –                 | –                 | –                 | 0 / 9       | 12:8        | 60 %        |
| Berlin                       | –                 | Q2                | 1                 | 1                 | 2                 | n. a. bzw. a. K.  | n. a. bzw. a. K.  | n. a. bzw. a. K.  | n. a. bzw. a. K.  | n. a. bzw. a. K.  | n. a. bzw. a. K.  | n. a. bzw. a. K.  | n. a. bzw. a. K. | n. a. bzw. a. K.  | n. a. bzw. a. K.  | n. a. bzw. a. K.  | n. a. bzw. a. K.  | n. a. bzw. a. K.  | n. a. bzw. a. K.  | n. a. bzw. a. K.  | 0 / 3       | 1:3         | 25 %        |
| Madrid                       | nicht ausgetragen | nicht ausgetragen | nicht ausgetragen | nicht ausgetragen | nicht ausgetragen | –                 | –                 | –                 | –                 | AF                | AF                | 1                 | 2                | –                 | –                 | –                 | n. a.             | –                 | –                 | –                 | 0 / 4       | 5:4         | 56 %        |
| Rom                          | –                 | –                 | –                 | –                 | –                 | –                 | –                 | –                 | 1                 | 2                 | 1                 | 2                 | 1                | –                 | –                 | –                 | –                 | –                 | –                 | –                 | 0 / 5       | 2:5         | 29 %        |
| Kanada                       | –                 | –                 | –                 | –                 | 1                 | –                 | –                 | –                 | 2                 | –                 | AF                | AF                | Q2               | –                 | –                 | –                 | n. a.             | –                 | –                 | –                 | 0 / 4       | 4:4         | 50 %        |
| Cincinnati                   | andere Kategorie  | andere Kategorie  | andere Kategorie  | andere Kategorie  | andere Kategorie  | –                 | 1                 | 1                 | –                 | 1                 | AF                | 1                 | Q2               | –                 | Q1                | –                 | –                 | –                 | –                 | –                 | 0 / 5       | 2:5         | 29 %        |
| Tokio                        | –                 | –                 | –                 | –                 | –                 | 2                 | –                 | –                 | 1                 | –                 | n. a. bzw. a. K.  | n. a. bzw. a. K.  | n. a. bzw. a. K. | n. a. bzw. a. K.  | n. a. bzw. a. K.  | n. a. bzw. a. K.  | n. a. bzw. a. K.  | n. a. bzw. a. K.  | n. a. bzw. a. K.  | n. a. bzw. a. K.  | 0 / 2       | 1:2         | 33 %        |
| Peking                       | nicht ausgetragen | nicht ausgetragen | nicht ausgetragen | nicht ausgetragen | nicht ausgetragen | 1                 | –                 | 2                 | 2                 | AF                | AF                | –                 | 2                | –                 | –                 | –                 | nicht ausgetragen | nicht ausgetragen | nicht ausgetragen | –                 | 0 / 6       | 7:5         | 58 %        |
| Wuhan                        | nicht ausgetragen | nicht ausgetragen | nicht ausgetragen | nicht ausgetragen | nicht ausgetragen | nicht ausgetragen | nicht ausgetragen | nicht ausgetragen | nicht ausgetragen | nicht ausgetragen | 2                 | –                 | 1                | –                 | Q1                | –                 | nicht ausgetragen | nicht ausgetragen | nicht ausgetragen | nicht ausgetragen | 0 / 2       | 1:2         | 33 %        |
| Olympische Spiele            | –                 | nicht ausgetragen | nicht ausgetragen | nicht ausgetragen | –                 | nicht ausgetragen | nicht ausgetragen | nicht ausgetragen | AF                | nicht ausgetragen | nicht ausgetragen | nicht ausgetragen | –                | nicht ausgetragen | nicht ausgetragen | nicht ausgetragen | nicht ausgetragen | –                 | n. a.             | n. a.             | 0 / 1       | 2:1         | 67 %        |
| Billie Jean King Cup         | –                 | –                 | –                 | –                 | PO                | PO                | –                 | PO                | PO                | PO                | –                 | HF                | –                | –                 | –                 | –                 | –                 | –                 | –                 | –                 | 0 / 6       | 5:6         | 45 %        |
| Statistik                    | Statistik         | Statistik         | Statistik         | Statistik         | Statistik         | Statistik         | Statistik         | Statistik         | Statistik         | Statistik         | Statistik         | Statistik         | Statistik        | Statistik         | Statistik         | Statistik         | Statistik         | Statistik         | Statistik         | Statistik         | S/N         | S/N         | Sieg%       |
| Turnierteilnahmen            | 3                 | 11                | 11                | 17                | 21                | 18                | 13                | 21                | 19                | 19                | 22                | 19                | 24               | 6                 | 17                | 14                | 2                 | 0                 | 9                 | 12                | Gesamt: 278 | Gesamt: 278 | Gesamt: 278 |
| Erreichte Finals             | 0                 | 0                 | 0                 | 4                 | 0                 | 2                 | 0                 | 2                 | 0                 | 3                 | 1                 | 0                 | 0                | 0                 | 1                 | 0                 | 0                 | 0                 | 0                 | 1                 | Gesamt: 14  | Gesamt: 14  | Gesamt: 14  |
| Gewonnene Titel              | 0                 | 0                 | 0                 | 2                 | 0                 | 1                 | 0                 | 2                 | 0                 | 0                 | 1                 | 0                 | 0                | 0                 | 0                 | 0                 | 0                 | 0                 | 0                 | 1                 | Gesamt: 7   | Gesamt: 7   | Gesamt: 7   |
| Hartplatz-Siege/-Niederlagen | 4:2               | 11:8              | 13:5              | 27:9              | 24:14             | 16:12             | 6:12              | 24:12             | 9:14              | 18:10             | 19:12             | 13:12             | 12:16            | 6:4               | 7:15              | 0:3               | 1:1               | 0:0               | 4:3               | 15:4              | 229:168     | 229:168     | 58 %        |
| Sand-Siege/-Niederlagen      | 0:1               | 1:1               | 5:4               | 6:6               | 6:5               | 11:4              | 0:0               | 13:5              | 2:4               | 9:6               | 4:5               | 4:6               | 3:6              | 2:2               | 0:1               | 0:7               | 3:1               | 0:0               | 5:3               | 3:3               | 77:70       | 77:70       | 52 %        |
| Rasen-Siege/-Niederlagen     | 0:0               | 1:1               | 0:0               | 0:0               | 0:3               | 4:2               | 0:0               | 11:1              | 6:3               | 8:2               | 4:1               | 5:2               | 3:2              | 0:0               | 0:0               | 4:4               | 0:0               | 0:0               | 5:3               | 0:3               | 51:27       | 51:27       | 65 %        |
| Teppich-Siege/-Niederlagen   | 0:0               | 0:1               | 2:2               | 0:0               | 0:1               | 0:0               | 0:1               | 0:0               | 0:0               | 0:0               | 0:0               | 0:0               | 0:0              | 0:0               | 4:1               | 0:0               | 0:0               | 0:0               | 0:0               | 0:0               | 6:6         | 6:6         | 50 %        |
| Gesamt-Siege/-Niederlagen    | 4:3               | 13:11             | 20:11             | 33:15             | 30:23             | 31:18             | 6:13              | 48:18             | 17:21             | 35:18             | 27:18             | 22:20             | 18:24            | 8:6               | 11:17             | 4:14              | 4:2               | 0:0               | 14:9              | 18:10             | 363:271     | 363:271     | 57 %        |
| Sieg%                        | 57 %              | 54 %              | 65 %              | 69 %              | 57 %              | 63 %              | 32 %              | 73 %              | 45 %              | 66 %              | 60 %              | 52 %              | 43 %             | 57 %              | 39 %              | 22 %              | 67 %              | –                 | 61 %              | 64 %              | Gesamt:     | Gesamt:     | 57 %        |
| Jahresendposition            | 951               | 437               | 497               | 237               | 54                | 23                | 179               | 15                | 37                | 15                | 27                | 32                | 92               | 268               | 229               | 335               | 622               | –                 | 427               | 376               | N/A         | N/A         | N/A         |

Zeichenerklärung: S = Turniersieg; F, HF, VF, AF = Einzug ins Finale / Halbfinale / Viertelfinale / Achtelfinale; 1, 2, 3 = Ausscheiden in der 1. / 2. / 3. Hauptrunde; RR = Round Robin (Gruppenphase); n. a. = nicht ausgetragen; a. K. = andere Kategorie; PO (Playoff) = Auf- und Abstiegsrunde im Billie Jean King Cup; K1, K2, K3 = Teilnahme in der Kontinentalgruppe I, II, III im Billie Jean King Cup.
Anmerkung: Diese Statistik berücksichtigt alle Ergebnisse im Einzel bei ITF- und WTA-Turnieren. Als Quelle dient die WTA-Seite der Spielerin. Dargestellt sind nur WTA-Turniere der Kategorie Tier I (bis 2008), die WTA-Turniere der Kategorien Premier Mandatory und Premier 5 (2009–2020) bzw. die WTA-Turniere der Kategorie 1000 (seit 2021).

### Doppel
| Turnier         | 2008 | 2009 | 2010 | 2011 | 2012 | 2013 | 2014 | 2015 | 2016 | 2017 | Karriere |
| --------------- | ---- | ---- | ---- | ---- | ---- | ---- | ---- | ---- | ---- | ---- | -------- |
| Australian Open | —    | —    | 1    | —    | —    | —    | —    | —    | 2    | —    | 2        |
| French Open     | 1    | —    | —    | —    | —    | AF   | —    | 1    | 2    | —    | AF       |
| Wimbledon       | —    | 2    | —    | F    | AF   | —    | —    | —    | 1    | —    | F        |
| US Open         | 2    | —    | —    | 1    | VF   | —    | —    | 1    | AF   | 2    | VF       |

### Mixed
| Turnier         | 2013 | 2014 | 2015 | 2016 | 2017 | Karriere |
| --------------- | ---- | ---- | ---- | ---- | ---- | -------- |
| Australian Open | 1    | —    | —    | —    | —    | 1        |
| French Open     | —    | —    | —    | —    | —    | —        |
| Wimbledon       | 2    | —    | —    | —    | AF   | AF       |
| US Open         | —    | —    | —    | —    | —    | —        |

## Weltranglistenpositionen am Saisonende
| Jahr   | 2004 | 2005 | 2006 | 2007 | 2008 | 2009 | 2010 | 2011 | 2012 | 2013 | 2014 | 2015 | 2016 | 2017 | 2018 | 2019 |
| ------ | ---- | ---- | ---- | ---- | ---- | ---- | ---- | ---- | ---- | ---- | ---- | ---- | ---- | ---- | ---- | ---- |
| Einzel | 951  | 437  | 497  | 237  | 54   | 23   | 179  | 15   | 37   | 15   | 27   | 32   | 92   | 268  | 229  | 335  |
| Doppel | —    | —    | —    | 474  | 145  | —    | —    | 45   | 55   | 71   | 72   | 84   | 104  | 397  | —    | —    |

## Auszeichnungen
- Deutscher Tennis Preis
  - 2010: in der Kategorie „Profi weiblich“
- Xperia
  - 2011: in der Kategorie „Xperia Hot Shots“
- WTA
  - 2011: in der Kategorie „Comeback Player des Jahres“
- Goldene Henne
  - 2013: in der Kategorie „Publikumspreis Sport“
- Deutscher Sportpresseball
  - 2013: in der Kategorie „Sportler mit Herz“
- Sportlerin des Jahres
  - 2013: 2. Platz
- Berliner Sportlerin des Jahres[36]
  - 2011, 2013